# Trevor Stewart
Pour les articles homonymes, voir Stewart.
Trevor Stewart (né le 20 mai 1997) est un athlète américain, spécialiste du 400 mètres.

## Biographie
Lors des Jeux olympiques de 2020 à Tokyo, il s'adjuge la médaille de bronze du relais 4 × 400 mètres mixte.

## Palmarès
| Date | Compétition     | Lieu  | Résultat | Épreuve         | Temps                    |
| ---- | --------------- | ----- | -------- | --------------- | ------------------------ |
| 2021 | Jeux olympiques | Tokyo | 3e       | 4 × 400 m mixte | 3 min 10 s 22            |
| 2021 | Jeux olympiques | Tokyo | 1er      | 4 x 400 m       | Participation aux séries |